# Poeciloneta lyrica
Poeciloneta lyrica là một loài nhện trong họ Linyphiidae.
Loài này thuộc chi Poeciloneta. Poeciloneta lyrica được miêu tả năm 1937 bởi Zorsch.